# 히라오정
히라오정(일본어: 平生町)은 일본 야마구치현 남동부에 있는 정이며 구마게군에 속한다.

## 지리
혼슈 최서단 야마구치현의 동남부, 세토 내해에 접한 무로쓰 반도의 서쪽에 위치하고 남북으로 약 11km, 동서로 9km에 걸쳐, 미노산(해발 400m), 오보시산(해발 438m)을 중심으로 한 구릉 지대와 히라오 평야를 중심으로 한 평야부로 이루어져 있다. 사고섬이 히라오정에 속하고 18.2km에 이르는 히라오만과 함께 세토나이카이 국립공원의 일부를 형성한다.

## 역사
- 1903년 4월 1일 - 히라오촌이 정으로 승격해 (구) 히라오정이 되었다.
- 1955년 1월 1일 - 구 히라오정, 오노촌, 소네촌, 사가촌이 합병해 히라오정이 성립하였다.

## 교통

### 철도
정내에 철도역은 소재하지 않으며, 가장 가까운 역은 서일본 여객철도(JR 서일본) 산요 본선 야나이역 또는 다부세역이다. 또한 1920년대에 정을 기점으로 야나이역을 경유하여 이리쿠촌(현 야나이시 이리쿠)에 이르는 '주토 철도'의 부설이 계획된 적이 있지만, 1923년에 면허를 신청한 후 무산되었다.

### 도로
- 국도 제188호선
- 야마구치현도 제23호선
- 야마구치현도 제152호선
- 야마구치현도 제165호선